# FastStone Image Viewer
FastStone Image Viewer est un gratuiciel (logiciel gratuit pour une utilisation privée non commerciale) de visualisation et de retouche d'image développé par la société FastStone Soft,,.
FastStone Image Viewer a figuré plusieurs années de suite dans le classement des meilleurs logiciels gratuits (Best Free Software) de la revue américaine PC Magazine,, et a été qualifié de « visionneuse gratuite la plus riche en fonctions de traitement des images » par la revue L'Ordinateur individuel et de « visualiseur puissant » par la revue PC Expert. Il est considéré comme l'un des programmes gratuits les plus fonctionnels de sa classe,,.

## Langues et formats
Disponible dans une vingtaine de langues dont l'anglais et le français, le logiciel supporte un grand nombre de formats d'image différents,,, (BMP, JPEG, JPEG 2000, animated GIF, PNG, PCX, PSD, EPS, TIFF, WMF, ICO, TGA, WebP et AVIF), plus le format RAW de huit fabricants d'appareil photo (Canon, Nikon, Pentax, Fuji, Minolta, Olympus, Sony, Panasonic) ainsi que celui d'Adobe (CRW, CR2, NEF, PEF, RAF, MRW, ORF, SRF, ARW, SR2, RW2 et DNG),,,,,,.

## Système d'exploitation
FastStone Image Viewer est disponible uniquement sur le système d'exploitation Windows,,,, mais il fonctionne parfaitement sous Linux avec l'émulateur Wine.

## Fonctionnalités
Ses fonctionnalités sont les suivantes :
- visionneuse
- diaporama, avec 150 effets de transition et musique (MP3, WMA, WAV...)[5],[21],[24],[25],[26]
- conversion[4],[18],[19]
- comparateur d'images[8],[14],[27],[17],[20]
- renommage par lots (batch rename)[23],[4],[5],[28],[27]
- rotation[3],[29],[5] JPEG sans perte[30]
- recadrage et redimensionnement[3],[4],[5],[17],[23],[29],[18],[31],[32],[27]
- retouche :
  - ajustement de la luminosité et du contraste[23],[29],[4],[19],[31]
  - ajustement de la saturation des couleurs[3],[17],[23],[5]
  - amélioration de la netteté[3],[29],[4],[5]
  - filtre de suppression des yeux rouges[3],[14],[17],[23],[5],[19],[20],[31],[32],[27] très efficace et au résultat très naturel[5],[21]
  - réduction du bruit numérique[24]
  - effets (sépia, noir et blanc...)[5]
  - ajout de texte et de filigrane[3],[23],[25],[27]
  - plus de 150 filtres[18]
- encadrements (rectangulaires ou de type « artistique »)

De nombreuses fonctionnalités peuvent être appliquées à des lots de photos,, : renommage, rotation, changement de taille, luminosité, contraste, saturation, texte, filigrane...

## Particularités
Comparateur d'images
Le comparateur d'images,,,, permet de comparer de deux à quatre images en les affichant côte à côte, dans des écrans dans lesquels on peut zoomer ou se déplacer en bloc, le zoom ou le déplacement étant appliqué en même temps aux différentes photos.
Mode plein écran original et ergonomique
FastStone Image Viewer possède un mode plein écran ergonomique et très intuitif caractérisé par quatre barres d'outils cachées qui apparaissent lorsque le curseur de la souris touche un des bords de l'écran,,,,,,,,,,, ce qui permet d'accéder aux fonctions en mode plein écran si le cadre de travail paraît trop restreint :
- données EXIF
- diaporama, retouche, effets...
- navigateur
- fonctionnalités principales

Majorgeeks qualifie ces barres d'outils de « unique fly-out menu panels ».
One click zoom
Le système de zoom de FastStone Image Viewer a une caractéristique très intelligente : il agrandit l'image avec un seul clic à un niveau prédéfini, permettant de se déplacer dans l'image en maintenant le bouton, et revient à une vue plein écran quand on relâche la pression,,. Ceci est très utile pour vérifier la netteté ou les détails d'une photo et FastStone Image Viewer a été la première visionneuse photo à inclure cette fonctionnalité.
Mode multi-écrans
Le logiciel possède également un mode multi-écrans dans lequel il affiche les miniatures sur le premier écran et les images en plein écran sur le second.